# Praproče (gmina Ribnica)
Praproče – wieś w Słowenii, w gminie Ribnica. W 2018 roku liczyła 46 mieszkańców.